# Гладченко Юрій Володимирович
Ю́рій Володи́мирович Гладченко (15 жовтня 1979, с. Панікарча, Обухівський район, Київська область — 15 липня 2014, с. Олександрівка, Луганська область) —  — український військовик, старший сержант Збройних сил України, учасник російсько-української війни.

## Життєпис
Юрій Гладченко народився у селі Панікарча (нині Обухівського району, Київської області). 1994 року закінчив Кузьминецьку школу. З 1994 по 1997 рік навчався у Ржищівському ПТУ-28, де здобув професію тракториста-машиніста широкого профілю з кваліфікацією слюсаря-ремонтника та водія автомобіля. З грудня 1997 по квітень 1999 року проходив службу в Збройних силах України в Бродах, був зв'язківцем. Після служби в армії працював у ТОВ «Славутич» с. Кузьминці Кагарлицький район. Одружившись у 2002 році, переїхав з дружиною у місто Ржищів, з 2010 року працював водієм маршрутного мікроавтобуса ПП «Лобуренко М. М.».
З початком Російська збройна агресія проти України (2014—2017)|російської збройної агресії проти України 19 березня 2014 року призваний за частковою мобілізацією.
Командир радіовідділення взводу зв'язку 2-го механізованого батальйону 72-ї окремої механізованої бригади (в/ч А2167, м. Біла Церква). З квітня виконував завдання в районі Маріуполя, а з червня — у прикордонній зоні Луганська область.
15 липня 2014 року, під час передислокації підрозділів 72-ї механізованої бригади, колона з пораненими рушила з села Провалля до села Панченкове. Старший сержант Юрій Гладченко їхав за кермом автомобіля зв'язківців ГАЗ-66, до якого завантажили майно і боєприпаси. Він тягнув на буксирі санітарну машину з поламаним зчепленням, але мотор перегрівся від навантаження, і «санітарку» причепили до МТ-ЛБ. Коли колона проходила повз село Олександрівка Довжанський район, ГАЗ-66 підірвався на фугасі, почав вибухати боєкомплект, бензобак вибухнув. В машині було 7 чоловік. Юрій загинув на місці, старший лейтенант Олександр Моржецький, який біля нього сидів, вилетів у бік на кілька метрів, він дістав тяжких поранень, але лишився живий. Інші бійці отримали опіки. Поки лікар Юрій Ковтун надавав допомогу, почався обстріл, довелося сховатися у лісосмузі і відступити. Тіло Юрія не змогли забрати, сепаратисти його передали сестрі Юрія.
21 липня Юрія Гладченка з почестями поховали у рідному селі. Лишилися батьки, сестра, дружина Ірина, донька Вікторія (нар. 2006) та син Максим (нар. 2011).
6 березня 2018 року у історико-культурному комплексі «Замок Радомисль» у місті Радомишлі Житомирської області, за ініціативи громадськості платформи «Люди допомагають людям» та за сприяння меценатки, народного депутата України Ольги Богомолець, відбулося відзначення матерів загиблих учасників АТО знаком народної пошани «Орден матері бійця АТО». У заході взяли участь 105 матерів, серед них& й мама Юрія Гладченка — Любов Володимирівна Гладченко.

## Нагороди та вшанування
- За особисту мужність і героїзм, виявлені у захисті державного суверенітету та територіальної цілісності України, вірність військовій присязі нагороджений орденом «За мужність» III ступеня (14.11.2014, посмертно)[5].
- У Державному навчальному закладі «Ржищівський професійний ліцей» відкрито меморіальну таблицю на вшанування випускника Юрія Гладченка (22 червня 2015)[6].
- 28 травня 2015 року на будівлі Кузьминецької загальноосвітньої школи відкрито меморіальну таблицю Юрію Гладченку.
- Одну з вулиць села Панікарча названо на честь Юрія Гладченка[7].